# Kobiernice
Kobiernice (deutsch Kobiernitz) ist eine Ortschaft mit einem Schulzenamt der Gemeinde Porąbka im Powiat Bielski der Woiwodschaft Schlesien, Polen.

## Geographie
Kobiernice liegt im Schlesischen Vorgebirge (Pogórze Śląskie) unter den Kleinen Beskiden (Beskid Mały) am linken Ufer der Soła, etwa 13 km östlich von Bielsko-Biała und 50 km südlich von Katowice im Powiat (Kreis) Bielsko-Biała.
Nachbarorte sind die Stadt Kęty im Norden, Czaniec im Osten, Porąbka im Süden, Bujaków im Westen.

## Geschichte
Der Ort entstand im frühen 15. Jahrhundert unter der Burg Wołek. Er wurde 1445 erstmals urkundlich als Coberniky erwähnt.
Politisch gehörte das Dorf ursprünglich zum Herzogtum Auschwitz unter der Lehnsherrschaft des Königreichs Böhmen. Im Jahr 1457 wurde es von Polen abgekauft, aber Kobiernik wurde in der Verkaufsurkunde nicht erwähnt.
Bei der Ersten Teilung Polens kam Kobiernice 1772 zum neuen Königreich Galizien und Lodomerien des habsburgischen Kaiserreichs (ab 1804).
1918, nach dem Ende des Ersten Weltkriegs und dem Zusammenbruch der k.u.k. Monarchie, kam Kobiernice zu Polen. Unterbrochen wurde dies nur durch die Besetzung Polens durch die Wehrmacht im Zweiten Weltkrieg.
Eine römisch-katholische Pfarrei wurde im Jahre 1922 errichtet.
Von 1975 bis 1998 gehörte Kobiernice zur Woiwodschaft Bielsko-Biała.

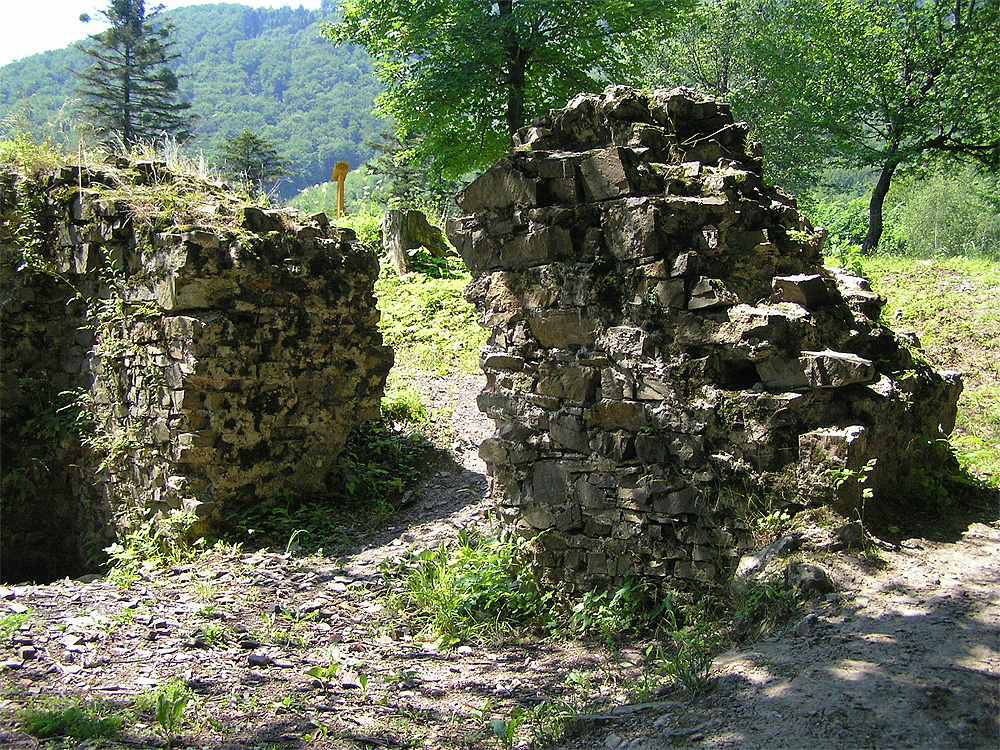
Burg Wołek

## Verkehr
Durch Kobiernice verläuft die Staatsstraße DK 52, die Bielsko-Biała mit Kraków verbindet.